# Allocasuarina
Allocasuarina es un género de plantas de la familia Casuarinaceae. Es endémico de Australia, especialmente del sur. Comprende 61 especies descritas y aceptadas.

## Descripción
Como el cercano género Casuarina Aiton, se distinguen por sus largos segmentos de ramas como hojas, estas ramas parecen agujas de pino. Las hojas son diminutas acopladas a cada conjunto, cuando caen forman una densa alfombra debajo de la planta que evita el desarrollo de la maleza.
Otra de sus características son los conos espinosos del tamaño de una bellota, pero con la textura de una piña de conífera, en realidad son frutos maderables. 
Al igual que las legumbres, sus raíces poseen nódulos simbióticos que contienen bacterias que fijan el nitrógeno y que con su adaptación a la sequía le hacen prosperar en suelos pobres y zonas semiáridas, sin embargo son menos tolerantes al fuego que los eucaliptos.
Debido a su poder de crecer en suelos pobres, se utiliza para estabilizar suelos expuestos a la erosión o en dunas.

## Taxonomía
El género fue descrito por Lawrence Alexander Sidney Johnson y publicado en Journal of the Adelaide Botanic Gardens 6(1): 73–74. 1982. La especie tipo es: Allocasuarina torulosa (Aiton) L.A.S.Johnson

## Especies aceptadas
A continuación se brinda un listado de las especies del género Allocasuarina aceptadas hasta octubre de 2013, ordenadas alfabéticamente. Para cada una se indica el nombre binomial seguido del autor, abreviado según las convenciones y usos.
- Allocasuarina acutivalvis (F.Muell.) L.A.S.Johnson
- Allocasuarina brachystachya L.A.S.Johnson
- Allocasuarina campestris (Diels) L.A.S.Johnson
- Allocasuarina corniculata (F.Muell.) L.A.S.Johnson
- Allocasuarina crassa L.A.S.Johnson
- Allocasuarina decaisneana (F.Muell.) L.A.S.Johnson
- Allocasuarina decussata (Benth.) L.A.S.Johnson
- Allocasuarina defungens L.A.S.Johnson
- Allocasuarina dielsiana (C.A.Gardner) L.A.S.Johnson
- Allocasuarina diminuta L.A.S.Johnson
- Allocasuarina distyla (Vent.) L.A.S.Johnson
- Allocasuarina drummondiana (Miq.) L.A.S.Johnson
- Allocasuarina duncanii L.A.S.Johnson & D.I.Morris
- Allocasuarina emuina L.A.S.Johnson
- Allocasuarina eriochlamys (L.A.S.Johnson) L.A.S.Johnson
- Allocasuarina fibrosa (C.A.Gardner) L.A.S.Johnson
- Allocasuarina filidens L.A.S.Johnson
- Allocasuarina fraseriana (Miq.) L.A.S.Johnson
- Allocasuarina glareicola L.A.S.Johnson
- Allocasuarina globosa L.A.S.Johnson
- Allocasuarina grampiana L.A.S.Johnson
- Allocasuarina grevilleoides (Diels) L.A.S.Johnson
- Allocasuarina gymnanthera L.A.S.Johnson
- Allocasuarina helmsii (Ewart & M.Gordon) L.A.S.Johnson
- Allocasuarina huegeliana (Miq.) L.A.S.Johnson
- Allocasuarina humilis (Otto & A.Dietr.) L.A.S.Johnson
- Allocasuarina inophloia (F.Muell. & F.M.Bailey) L.A.S.Johnson
- Allocasuarina lehmanniana (Miq.) L.A.S.Johnson
- Allocasuarina littoralis (Salisb.) L.A.S.Johnson
- Allocasuarina luehmannii L.A.S.Johnson
- Allocasuarina mackliniana L.A.S.Johnson
- Allocasuarina media L.A.S.Johnson
- Allocasuarina microstachya (Miq.) L.A.S.Johnson
- Allocasuarina misera L.A.S.Johnson
- Allocasuarina monilifera (L.A.S.Johnson) L.A.S.Johnson
- Allocasuarina muelleriana (Miq.) L.A.S.Johnson
- Allocasuarina nana (Sieber ex Spreng.) L.A.S.Johnson
- Allocasuarina ophiolitica L.A.S.Johnson
- Allocasuarina paludosa (Sieber ex Spreng.) L.A.S.Johnson
- Allocasuarina paradoxa (Macklin) L.A.S.Johnson
- Allocasuarina pinaster  (C.A.Gardner) L.A.S.Johnson
- Allocasuarina portuensis L.A.S.Johnson
- Allocasuarina pusilla (Macklin) L.A.S.Johnson
- Allocasuarina ramosissima  (C.A.Gardner) L.A.S.Johnson
- Allocasuarina rigida (Miq.) L.A.S.Johnson
- Allocasuarina robusta (Macklin) L.A.S.Johnson
- Allocasuarina rupicola L.A.S.Johnson
- Allocasuarina scleroclada (L.A.S.Johnson) L.A.S.Johnson
- Allocasuarina simulans L.A.S.Johnson
- Allocasuarina sp. Shaw Island
- Allocasuarina spinosissima (C.A.Gardner) L.A.S.Johnson
- Allocasuarina striata (Macklin) L.A.S.Johnson
- Allocasuarina tessellata (C.A.Gardner) L.A.S.Johnson
- Allocasuarina thalassoscopica
- Allocasuarina thuyoides (Miq.) L.A.S.Johnson
- Allocasuarina tortiramula E.M.Benn.
- Allocasuarina torulosa (Aiton) L.A.S.Johnson
- Allocasuarina trichodon (Miq.) L.A.S.Johnson
- Allocasuarina verticillata (Lam.) L.A.S.Johnson
- Allocasuarina zephyrea L.A.S.Johnson